# Acte de bondat altruista
Un acte de bondat altruista és un acte suposadament altruista fet per una o més persones que desitgen ajudar o fer feliç un individu o fins i tot un animal. Generalment, l'única raó per dur a terme aquest acte és fer feliç l'altra persona o fer-la somriure. Hi ha comunitats que encoratgen els actes de bondat altruista, que siguin espontanis o planejats amb avanç. Un exemple d'acte de bondat altruista és, quan dues persones volen seure una al costat de l'altre en un espectacle, però tenen places separades, canviar-los el lloc perquè puguin seure junts sense que ho hagin de demanar.